# Euagrus comstocki
Espèce
Euagrus comstocki est une espèce d'araignées mygalomorphes de la famille des Euagridae.

## Distribution
Cette espèce est endémique du Texas aux États-Unis,. Elle se rencontre dans le Nord du bassin du río Grande dans les comtés de Webb, de Zapata, de Starr et de Hidalgo.

## Description
Le mâle holotype mesure 8,0 mm et la femelle paratype 9,0 mm.
La carapace du mâle holotype mesure 3,8 mm de long sur 2,9 mm.

## Publication originale
- Gertsch, 1935 : Spiders from the southwestern United States. American Museum novitates, no 792, p. 1-31 (texte intégral).